# 山口玉三郎
山口 玉三郎（やまぐち たまさぶろう、1956年8月1日 - ）はギタリスト、ピアニスト、作曲家、編曲家。O型。兵庫県出身。

## 来歴
中学3年より高校2年まで高知県の居合師範の家（曽祖父は山内容堂の居合師範、谷村自雄）に住込みで剣の修業を積み、実は長谷川英信流谷村派の跡取りとなったにもかかわらず、高2の夏実家に逃げ帰り、以後「刀をギターに持ち替え」音楽の道を歩む。高校生時代に青木しげひさと『KanKan Boys』結成。バンジョーもこの頃から青木に教わり弾き始める｡高校卒業後、尚美学園短期大学のジャズギター科、細野義彦に師事｡20歳のとき｢三田ひろしとC'ROCKS ROAD｣に入りプロ活動を始める。この時一緒に加入したのがギタリスト岩田浩史（実は高校の時からの知り合い）であった。
1989年、KEIKO WALKER BAND（当時HOT STREET BAND）に参加、ジプシースイングの「Tokyo Hot Club Band」ではコンサートやレコーディングに参加し、｢ジャンゴ・ラインハルト・フェスティバル｣、南フランス、アルジュレス＝シュル＝メールの城で行われたコンサートにてミシェル・ルグランとジョイント｡そののち日本で初めてのプロカントリー歌手黒田美治のほか、クロード・チアリ、パトリック・ヌジェ、マイク眞木バンドをサポート｡現在は「Telecaster's club band」のギター、ボーカルを担当。
作曲家としての活動も著しく、1985年茨城県で開催された国際科学技術博覧会（つくば'85）では、パビリオンのひとつ「電力館」のサブ会場（1階）の音楽監督を務め、当時斬新であった3D映像を楽しむアトラクションなどの音楽を担当。同メイン会場（2階）の音楽監督は冨田勲であった。
同じ頃、グアム政府観光案内のテレビCM、フジテレビ系列「ゴールデン洋画劇場」エンディング曲も担当。そのほか海の科学館（香川県）などの総合音楽監督を一任されている。
作曲には自身の得意な楽器以外にサンプラーなども駆使し、ジャンルはロック、ジャズ、クラシック、日本の伝統音楽、アンビエントな曲調のものまで多岐にわたる。また海外での音楽活動の経験から民族音楽の知識に長け、その能力は編曲家としての仕事にも発揮されている。

## 人物
幼少時は子役モデルをしており、サンスター、江崎グリコ、三洋電機、藤沢薬品工業各社のポスターやCMに起用された。サンスターでは萬屋錦之介と共演。何事にもギャップを大切にしている。